# Anosia erippus
Anosia erippus är en fjärilsart som beskrevs av Pieter Cramer 1775. Anosia erippus ingår i släktet Anosia och familjen praktfjärilar. Inga underarter finns listade i Catalogue of Life.